# Captains Council

Flagge der Rehoboth Baster

Der Captains Council, auch Kapteins Council, eigentlich afrikaans Kapteinsraad, ist die Regierung der nicht anerkannten Baster im  Rehoboth Gebiet in Namibia. Ihm steht der Kaptein der Rehobother Baster vor. 
Der Captains Council vertritt die Volksgemeinschaft unter anderem in der Unrepresented Nations and Peoples Organization.